# Godefridus Marcelis Frencken
Godefridus Marcelis Frencken (Asten, 16 januari 1818 - Asten, 7 juni 1907) was een Nederlands burgemeester.
Frencken werd geboren als zoon van Jan George Frencken, burgemeester en vrederechter te Asten en secretaris van Vlierden. Op 28 december 1843 werd hij benoemd tot burgemeester van Asten en vanaf 1852 was hij tevens de burgemeester van Vlierden. Kort vóór zijn benoeming tot burgemeester van Vlierden had hij daar ook het secretarisambt van zijn vader al overgenomen. Hij bestuurde Vlierden gedurende zijn bijna 50-jarig burgemeesterschap vanuit Asten en woonde dus nooit in Vlierden. In 1901 legde hij zijn functie te Vlierden neer, eerst het burgemeesterschap en kort daarna ook het secretarisambt. Burgemeester van Asten bleef hij tot 1904, waar hij zijn diamanten ambtsjubileum volmaakte tot zijn eervol ontslag op 1 augustus. In 1896 werd hij benoemd tot ridder in de Orde van Oranje-Nassau.
Frencken was in 1865 te Meijel getrouwd met Anna Christina Goossens, met wie hij twee kinderen kreeg. Hij was de overgrootvader van de latere Nederlandse minister-president Dries van Agt.